# Manual do Mundo
Manual do Mundo é um canal no YouTube e website brasileiro especializado em conteúdos educativos e de entretenimento, criado em 2008 pelo jornalista Iberê Thenório e sua esposa Mariana Fulfaro. O site apresenta vídeos de curiosidades, experiências científicas, receitas, desafios, pegadinhas, mágicas, origamis, curtos documentários, entre outros. A maior parte do que é ensinado no Manual do Mundo é apresentado em vídeos curtos, três vezes por semana, às terças, quintas e aos sábados e hospedados no canal do projeto no YouTube.[carece de fontes?] Em setembro de 2014, o projeto deu origem ao livro "Manual do Mundo, cinquenta experimentos para fazer em casa".
Todo o trabalho, desde 2008, serviu de base para a criação da série Experimentos Extraordinários, que estreou em 1 de novembro de 2014 por Iberê no Cartoon Network. O apresentador também fez participações especiais em programas, sites e rádios como Programa Amaury Jr., Rádio CBN, Rádio Bandeirantes, R7 (Legendários na Web), e Estadão.
Em dezembro de 2014, Iberê foi indicado pela revista Época como um dos cem brasileiros mais influentes do ano. Em outubro de 2015, alguns vídeos do Manual do Mundo passaram a fazer parte da programação do canal PlayTV, onde ganhou o nome de "Manual do Mundo na TV". Em janeiro de 2016, uma pesquisa encomendada pelo Google e pelo site Meio e Mensagem, revelou que Iberê Thenório é a sétima personalidade mais admirada pelos jovens brasileiros.

## Antecedentes

### Iberê Thenório
Iberê Francisco Thenório nasceu em Sorocaba, São Paulo, Brasil, em 4 de dezembro de 1981. Após sair da maternidade, foi morar em Piedade. Aos 14 anos, Iberê tinha interesse em trabalhar com computadores; fez um colegial técnico em processamento de dados na cidade onde nasceu. Até os 16, Iberê trabalhou em diversos meios; começou com a venda de rabanetes, o que foi, de acordo com ele, "um fiasco". Depois, foi garçom no bar de rock Cavern Club Bar, mas o local faliu em menos de um ano. Mais tarde, foi entalhador e vendedor de placas de madeira com o pai Edélcio.
Aos 17 anos, Iberê "queria uma vida com mais aventuras", e decidiu que queria ser jornalista. Com interesse na Universidade de São Paulo (USP) e Fundação Universitária para o Vestibular (FUVEST), se mudou para a casa da tia e começou a trabalhar como auxiliar de escritório em uma loja de adubos. Seu primeiro vestibular foi feito em 2000, mas não passou para a segunda fase. Com o dinheiro que ganhou trabalhando com adubos, Iberê começou a fazer um curso pré-vestibular, e na FUVEST 2001, finalizou em 53º lugar. Após o resultado, seu dinheiro havia acabado, e então começou a estudar sozinho, doze horas por dia, surgindo-lhe interesse em Química e Física. Na FUVEST do ano seguinte, conseguiu entrar na USP, e se mudou para São Paulo.

### Mariana Fulfaro
Mariana de Assis Fulfaro nasceu em 7 de janeiro de 1984 em Piedade, São Paulo. Cresceu em Piedade, onde posteriormente trabalhou ajudando seu pai, Mauricio, em sua relojoaria. Ela sempre estudou em escola pública, mas ganhou uma bolsa de estudos para um colégio particular no fim do ensino médio. Ela começou a ter interesse em estudar terapia ocupacional, mas não passou no vestibular, e estava sem dinheiro para pagar uma faculdade ou um curso pré-vestibular, decidindo então estudar sozinha. Após dois anos, passou na USP, aos 20 anos. Para se manter em São Paulo, passou a vender bombons de chocolate.

### Encontro entre ambos e início do canal
Mariana queria aprender sobre outros assuntos, e então decidiu ser monitora de um museu de anatomia, além de monitora de uma biblioteca e ensinar postura corporal na Companhia de Engenharia de Tráfego (CET). No museu, Mariana teve uma das primeiras conversas com Iberê e, afinal, começaram a namorar. Em 2008, se casaram. Iberê começou a trabalhar como jornalista após se formar, mas, lembrando-se de suas experiências e criações na infância, ele queria "ensinar aquilo para alguém", e então começou gravando vídeos "simples" com câmeras emprestadas de amigos, o que foi por fim chamado de "Manual do Mundo".

## Prêmios
| Ano  | Organização            | Recipiente(s)   | Categoria                                                                | Resultado | Ref.   |
| ---- | ---------------------- | --------------- | ------------------------------------------------------------------------ | --------- | ------ |
| 2012 | Melhores da Websfera   | Iberê Thenório  | Webcelebridade do Ano                                                    | Indicado  | [ 14 ] |
| 2012 | Melhores da Websfera   | Iberê Thenório  | Agitador Web do Ano                                                      | Indicado  | [ 14 ] |
| 2012 | Melhores da Websfera   | Iberê Thenório  | Vem Gente! do Ano                                                        | Venceu    | [ 14 ] |
| 2012 | Melhores da Websfera   | Manual do Mundo | Melhor Videocast                                                         | Venceu    | [ 14 ] |
| 2016 | Meus Prêmios Nick 2016 | Manual do Mundo | Canal Favorito do YouTube                                                | Venceu    | [ 15 ] |
| 2018 | Guinness World Records | Manual do Mundo | Canal no YouTube de Ciência e Tecnologia com o Maior Número de Inscritos | Venceu    | [ 16 ] |
| 2020 | Prêmio iBest           | Manual do Mundo | Cinema e Cultura - Júri da Academia                                      | Venceu    | [ 17 ] |
| 2022 | Prêmio iBest           | Iberê Thenório  | Youtuber do Ano                                                          | TOP3      | [ 18 ] |
| 2022 | Prêmio iBest           | Iberê Thenório  | Influenciador São Paulo                                                  | Venceu    | [ 18 ] |
| 2022 | Prêmio iBest           | Manual do Mundo | Cultura e Curiosidades                                                   | Venceu    | [ 18 ] |
| 2023 | Prêmio iBest           | Iberê Thenório  | Youtuber do Ano                                                          | Venceu    | [ 19 ] |
| 2023 | Prêmio iBest           | Manual do Mundo | DIY, Faça Você Mesmo                                                     | Venceu    | [ 19 ] |
| 2023 | Prêmio iBest           | Manual do Mundo | Cultura e Curiosidades                                                   | TOP3      | [ 19 ] |

### Recordes
| Ano  | Organização            | Recipiente(s)   | Categoria                                                                 | Resultado | Ref.   |
| ---- | ---------------------- | --------------- | ------------------------------------------------------------------------- | --------- | ------ |
| 2018 | Guinness World Records | Manual do Mundo | Canal no YouTube de Ciência e Tecnologia com o Maior Número de Inscritos. | Venceu    | [ 20 ] |
| 2019 | Guinness World Records | Manual do Mundo | Maior fonte de pasta de dente de elefante                                 | Venceu    | [ 21 ] |
| 2024 | Guinness World Records | Manual do Mundo | Mais alta estrutura de palitos de sorvete                                 | Venceu    | [ 22 ] |